# قلق شديد (فلم)
قلق شديد (بالإنجليزية: High Anxiety) هو فيلم غموض وإثارة كوميدي أمريكي ساخر لعام 1977 من إنتاج وإخراج ميل بروكس، الذي يلعب دور البطولة أيضًا، هذا هو أول فيلم لبروكس كمنتج وثاني دور بطولة له. يشترك في التمثيل  هارفي كورمان وكلوريس ليتشمان ومادلين خان الفيلم يتتبع طبيب نفسي مصاب برهاب المرتفعات الشديد (الخوف من المرتفعات) للعمل في مؤسسة عقلية يديرها أطباء يبدو أنهم أكثر جنونًا من مرضاهم، ولديهم أسرار يرغبون في ارتكاب جريمة قتل للاحتفاظ بها

## طاقم التمثيل
ميل بروكس: في دور الدكتور ريتشارد هاربو ثورندايك، الذي يعاني من مرض نفسي يسمى (قلق شديد) وهو خليط من الخوف من الأماكن المرتفعة والدوار
مادلين خان: في دور فيكتوريا بريسبان، ابنة آرثر بريسبان، والتي تتعاون مع الدكتور  ثورندايك لتبرئة والدها، الذي يعتقد إنه مجنون
كلوريس ليتشمان: في دور الممرضة شارلوت ديزل، التي تخطط لإضفاء الطابع المؤسسي على الأثرياء، وإدعاء أنهم مرضى عقليًا، وإبتزاز ملايين الدولارات من عائلاتهم
هارفي كورمان:  في دور الدكتور تشارلز مونتاج، يعمل بالمصحة النفسية وله علاقة عاطفية مع الممرضة ديزل
رون كاري: في دور بروفي، سائق ثورندايك الذي يلتقط صوراً عندما يكون متوتراً
ديك فان باتن: في دور دكتور فيليب وينتوورث، وهو طبيب لا يحب المصحة، ويقتل على يد القاتل المأجور (الرجل ذو الدعامة الفضية) لهذا السبب
هوارد موريس: في دور البروفيسور ليلومان، أستاذ طب سابق لثورندايك، والذي شخّص مرضه باضطراب القلق الشديد
جاك رايلي: في دور موظف في فندق حياة ريجنسي سان فرانسيسكو
تشارلي كالاس: في دور مريض مختل يعتقد إنه نوع من كلاب الصيد
رون كلارك: في دور زاكاري كارترايت، مريض يعتقد إنه مختل عقليًا
رودي دي لوكا: في دور القاتل المأجور (الرجل ذو الدعامة الفضية)
باري ليفينسون: في دور دينيس ذا بيلوب
لي ديلانو: في دور نورتون، عامل، وله نصف شارب لأن أحد المرضى هاجمه

## أحداث الفيلم
يصل الدكتور ريتشارد ثورندايك إلى مطار لوس أنجلوس الدولي، ويصطحبه السائق بروفي إلى مصحة للمصابين بالتوتر الشديد حيث تم تعيينه كبديل للدكتور أشلي، الذي توفي في ظروف غامضة، وعند وصوله، يستقبله طاقم العمل الدكتور تشارلز مونتاج والدكتور فيليب وينتوورث والممرضة شارلوت ديزل ثورندايك.
يسمع ثورانديك أصواتًا غريبة قادمة من غرفة الممرضة ديزل، ويذهب هو وبروفي للتحقق، وتدعي ديزل إنه صوت التلفزيون، لكنه كان في الواقع جلسة عاطفية لها مع الدكتور مونتاج. في صباح اليوم التالي، يلفت نظر ثورانديك ضوء ساطع من خلال نافذته، قادم من جناح المرضى الخطرين، يذهب الدكتور مونتاج وثورندايك إلى مصدر الضوء، وهي غرفة المريض آرثر بريسبان، الذي يعتقد أنه نوع من كلاب الصيد. يقرر دكتور فيليب وينتورث أن يترك المصحة، ويتجادل مع الممرضة ديزل والتي يبدو إنها مسيطرة على الجميع، وبعد أن تسمح له بالمغادرة، يقود سيارته التي تم تجهيزها لقتله بواسطة ترددات عالية جدا لموسيقى الروك عبر راديو سيارته. يذهب ثورانديك إلى سان فرانسيسكو لحضور مؤتمر للأمراض النفسية، وهناك يقوم بتسجيل الدخول إلى فندق حياة ريجنسي حيث تم تخصيص غرفة في الطابق العلوي له، الأمر الذي يثير فزعه الشديد، حيث إنه يعاني من «القلق الشديد». يطلب ثورانديك من خادم الفندق الحصول على صحيفة، ويكرر طلبه مرات كثيرة حيث أنه يريد البحث عن معلومات تتعلق بوفاة الدكتور وينتورث، ثم يذهب لأخذ حمامًا، حيث يأتي خادم الفندق وفي جنون، يطعن ثورندايك بالصحيفة وهو يصرخ «ها هي صحيفتك! هل أنت سعيد الآن؟! سعيد؟ سعيد؟»، ويسقط ثورانديك وحبر الصحيفة يسيل إلى البالوعة، في مشهد يشبه واحد من أفلام هيتشيكوك. بعد الإستحمام، تقتحم الغرفة، فيكتوريا بريسبان، ابنة آرثر بريسبان، التي تريد المساعدة في إخراج والدها من المصحة وتقول إن الممرضة ديزل والدكتور مونتاج يبالغان في أمراض المرضى الأثرياء، وهكذا يمكن للمعهد أن يحلب عائلات غنية بملايين الدولارات، ويقرر ثورانديك مساعدتها بعد أن يكتشف أن  المريض الذي قابله في المصحة لم يكن آرثر بريسبان الحقيقي. تقوم الممرضة ديزل والدكتور مونتاج باستخدام قاتل مأجور إشتهر بأسم (الرجل ذو الدعامة الفضية)، وذلك لقتل ثورانديك، وفي ردهة الفندق يتنكر القاتل المأجور في شكل ثورانديك ويقتل رجلًا لإلصاق التهمة بثورانديك والتخلص منه، ولهذا يهرب ثورندايك الذي عليه إثبات براءته، وينتظر فيكتوريا في حديقة عامة، وهناك تهاجمه الطيور في مشهد آخر يشبه فيلم «الطيور» لهتشيكوك. يدرك ثورانديك أن بروفي التقط صورة لحادث إطلاق النار في الفندق بطريقة تثبت براءته. تقوم الممرضة ديزل والدكتور مونتاج بإحتجاز بروفي في جناح الخطرين بالمصحة بعد معرفتهم بانه يملك دليل براءة ثورانديك الذي يتمكن القاتل المأجور من أن يجده في كابينة تليفون يتحدث إلى فيكتوريا، وأثناء محاولة قتله، يسقط (الرجل ذو الدعامة الفضية) على قطعة من الزجاج المحطم ويموت. يهاجم ثورانديك الممرضة من نافذة غرفتها، لإنقاذ بريسبان، وتهاجم الممرضة ثورندايك بالمكنسة، لكنها تسقط من نافذة البرج لتموت وهي تضحك بشكل هستيري، ويظهر الدكتور مونتاج من الظل ويستسلم. يتم لم شمل فيكتوريا مع والدها، وتتزوج من ثورانديك.

## الإنتاج ومواقع التصوير
الفيلم عبارة عن محاكاة ساخرة لأفلام التشويق، وأبرزها الأفلام الشهيرة التي أخرجها ألفريد هيتشكوك (الطيور - سايكو - الدوار)، ومن هنا جاء إهداء الفيلم إلى «الفريد هيتشكوك» الذي ساهم أيضا في كتابة السيناريو، كما أن الفيلم يحتوي على محاكاة ساخرة لفيلم «إنفجار» للإيطالي مايكل أنجلو أنطونيوني، وفيلم «المواطن كين» للمخرج اورسون ويلز، وحتى أفلام جيمس بوند.
تدور معظم القصة في مكان إختاره بروكس ليكون المعهد النفسي العصبي للأشخاص العصبيين للغاية، مع تصوير الأجزاء الخارجية في جامعة ماونت سانت ماري في لوس أنجلوس، كما يظهر مطار لوس أنجلوس الدولي أيضًا في بداية الفيلم، وبالقرب من منتصف الفيلم، تنتقل القصة إلى سان فرانسيسكو، مستفيدة من الإعدادات والديكور المستخدم في فيلم «الدوار» لهيتشكوك،  بما في ذلك جسر البوابة الذهبية وبرج سان خوان باوتيستا، كما تشمل المواقع أيضا فندق حياة ريجنسي الجديد بولاية سان فرانسيسكو في ذلك الوقت مع الردهة الأمامية الطويلة المميزة.
بذل ميل بروكس جهدًا كبيرًا ليس فقط في محاكاة أفلام هيتشكوك، ولكن أيضًا لمحاكاة شكل وأسلوب الصور عند هيتشكوك، حيث قال في مقابلة: «أشاهد ما يتم تصويره مع مدير التصوير، لذا فهو يعلم أن الفيلم لا يتسم بالعبث، يجب أن نحصل على الإضاءة الحقيقية، والملمس الحقيقي في كل شيء. فيلم» قلق شديد«، يقترب من فيلم لهيتشكوك؟ كيف يبدو؟ كيف نحس به؟ كيف يضيء هيتشكوك مشاهده؟ ما هي مدة المشهد؟ ما هو القطع؟ متى يجب الاثارة؟  نحن فقط نشاهد كل شيء».
أرسل المخرج هيتشكوك بعد مشاهدة الفيلم، صندوق يحتوي ستة زجاجات من نبيذ فرنسي «شاتو أوت بريون» الفاخر إنتاج عام 1961 مع رسالة تقول، «رمز صغير على دواعي سروري، ليس لدي أي قلق من هذا الفيلم»، في إشارة إلى عنوان الفيلم.

### أغنية الفيلم
قام ميل بروكس بكتابة كلمات وألحان أغنية تحمل نفس عنوان الفيلم ليغنها بصوته ضمن أحداث الفيلم وقام بالتوزيع الموسيقي جون موريس الذي تعاون مع بروكس في كثير من أفلامه. تقول الكلمات
أيها قلق شديد، كلما كنت قريبًا High anxiety whenever you're near
أيها قلق شديد،  أنت الذي أخافه High anxiety - it's you that I fear
قلبي يخاف ان يطير، لقد تحطم من قبل My heart's afraid to fly - it's crashed before
ولكن بعد ذلك تأخذ بيدي But then you take my hand
ويبدأ قلبي بالنهوض مرة أخرى My heart starts to soar once more
أيها القلق الشديد... دائما نفس الشيء High anxiety ... it's always the same
أيها قلق شديد... أنت من ألومه High anxiety ... it's you that I blame
من الواضح جدًا بالنسبة لي أنني يجب أن أستسلم It's very clear to me I've got to give in
أيها القلق الشديد... أنت تربح High anxiety: you win

## إستقبال الفيلم
حصل الفيلم على نسبة تقييم بلغ 72٪ بناءً على 29 تقييمًا للنقاد تم رصدهم من خلال موقع «روتن توميتوز»،  ينص الإجماع النقدي على ما يلي: «مع أن الفيلم غير متكافئ مع أفلام هيتشكوك ولكنه مضحك، هذه المحاكاة الساخرة لأفلام هيتشكوك هي طلقة ثانوية من مدفع ميل بروكس»، منح موقع ميتاكريتيك الفيلم تقييم مقداره 55%. منح روجر إيبرت الناقد الأمريكي الكبير الفيلم نجمتين ونصف من أصل أربعة وكتب: «إحدى المشاكل مع فيلم ميل بروكس هو أنه يختار هدفًا صعبًا، إنه محاكاة ساخرة لعمل ألفريد هيتشكوك، ولكن غالبًا ما تكون أفلام هيتشكوك مضحكة، وتحمل السخرية بشكل أفضل»، وافق فينسنت كانبي من صحيفة نيويورك تايمز على ذلك، حيث كتب: «أن الفيلم ذكي ومنضبط مثل فيلم بروكس السابق» يونغ فرانكشتاين«، على الرغم من إنه يحتوي على مشكلة جوهرية واحدة، هيتشكوك نفسه رجل مضحك للغاية، ونجد فيلمه المرعب والأكثر تشويقًا، مليء بالنكات التي يتم مشاركتها مع الجمهور، لأنه شديد الإدراك لذاته، إن أفلام هيتشكوك ترفض المحاكاة الساخرة بسهولة، كما في حالة السيد بروكس»، وافقت على هذا بولين كايل من صحيفة النيويوركر حيث كتبت: «بروكس يبدو أنه لديه إنطباع بأنه يضيف وجهة نظر ساخرة، لكنها فكرة طفل عن السخرية؛ التقليد بقبعة مضحكة وخداع، لكن تشويق هيتشكوك في الميلودراما ينطلق من ذكائه اللامعتاد؛ إنه ساخر»، منح جين سيسكل الفيلم ثلاث نجوم من أصل أربعة وكتب: «أن محاكاة فيلم سايكو وفيلم الطيور هي ذكية ومضحكة، الفيلم مليء بالنكات الجنسية التي هي ببساطة نتاج عقل هزلي خصب مثل الذي يمتلكه ميل بروكس»، الناقد تشارلز تشامبلين من صحيفة لوس أنجلوس تايمز وصف الفيلم: «ربما يكون أكثر أفلام بروكس تماسكًا منذ فيلم» المنتجون«، بمعنى الحفاظ على نغمة وخط القصة والتوصيفات من البداية إلى النهاية، أفترض أيضًا أنه أهدأ أفلام بروكس، مع عدد أقل من الضحكات»، كتب جاري أرنولد من صحيفة واشنطن بوست: «يفتقر الفيلم إلى فكرة ساطعة موحدة حول كيفية إستغلال الممثلين في محاكاة ساخرة لهيتشكوك، النص مليء، لكنه فشل في تدبير حبكة مسلية من مصادر هيتشكوك».

## وصلات خارجية
مقالات تستعمل روابط فنية بلا صلة مع ويكي بيانات